# Sistema numerico unario
Il sistema numerico unario è un sistema di numerazione non posizionale in base 1, dove tutti i numeri interi sono rappresentati esclusivamente da un'unica cifra che rappresenta anche l'unità. Lo zero è rappresentato dalla stringa vuota. Di per sé rappresenta il più elementare sistema di numerazione possibile, nonché il primo storicamente adottato dall'uomo primitivo in ogni parte del mondo, prima di poter elaborare sistemi di rappresentazione numerica meno dispersivi e più agevoli.

## Esempio
In pratica ogni numero è rappresentato da una serie di simboli uguale al suo valore numerico. Se si usasse come unità di rappresentazione il simbolo "|" si avrebbe:
1 :  |
2 :  ||
3 :  |||
4 :  ||||
5 :  |||||
6 :  ||||||
7 :  |||||||
ecc.